# 張守約 (嘉靖乙丑進士)
張守約（1535年—？年），字希曾，號鳳臺，廣西桂林府永福縣人，民籍，治《詩經》。

## 生平
六月初十日生，行三，由四川新都縣學教諭中式廣西鄉試第五十五名舉人，會試中式第一百八十六名。年三十一歲中式嘉靖四十四年乙丑科第三甲第二百二十八名進士。吏部观政，四十五年二月授南昌府推官，隆慶三年（1569年）八月考选陝西道御史，差巡盐两淮。万历元年（1573年）三月巡按廣東，聲震天下。二年六月患病。三年二月京考。七年八月降道州判官，八年十二月升黄州府推官，九年六月升庐州府同知，十年八月升金华府知府，十三年七月致仕。有《西臺奏議》。

## 家族
曾祖張瓊；祖張繼宗；父張栢贈推官，加御史；母曾氏。慈侍下，妻梁氏，兄宿（吏目）；軒（歲貢生），弟守經；守綱。